# Campylaspis nitens
Campylaspis nitens is een zeekommasoort uit de familie van de Nannastacidae. De wetenschappelijke naam van de soort is voor het eerst geldig gepubliceerd in 1896 door Bonnier.